# (34603) 2000 TS60
2000 TS60 (asteroide 34603) é um asteroide da cintura principal. Possui uma excentricidade de 0.17141370 e uma inclinação de 14.03787º.
Este asteroide foi descoberto no dia 2 de outubro de 2000 por LONEOS em Anderson Mesa.